# Arie Selinger

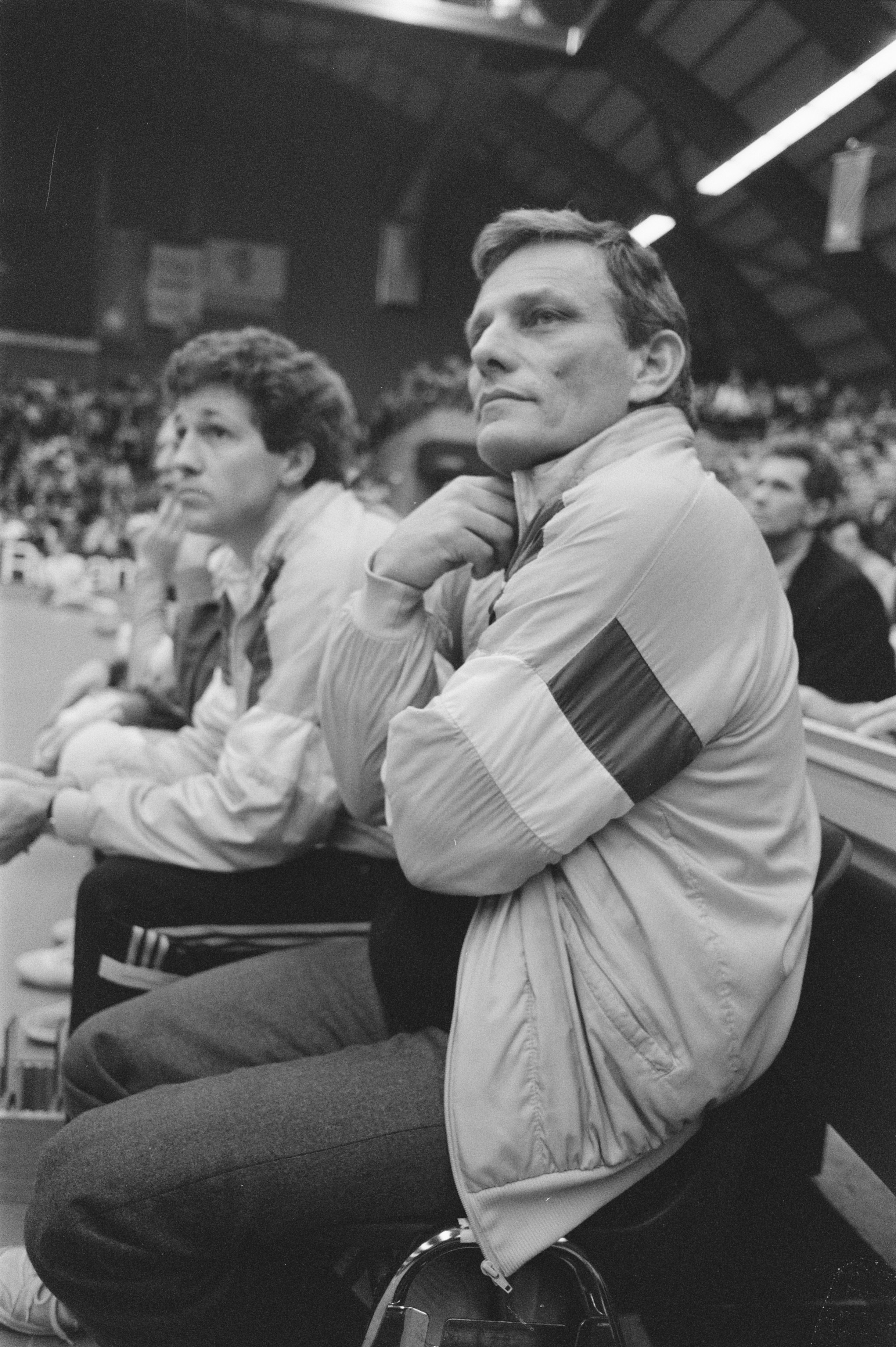
Arie Selinger in 1988

Arie Selinger, geboren als Aryeh Zelinger (Hebreeuws: אריה זלינגר) (Krakau, 5 april 1937), is een Israëlisch volleybaltrainer die in 1992 het Nederlands team leidde naar een zilveren medaille bij de Olympische Spelen in Barcelona.
Tijdens de Tweede Wereldoorlog zaten hij en zijn moeder twee jaar in een concentratiekamp. Zij overleefden en zaten na de bevrijding op de eerste boot met migranten naar Israël. Selinger maakte van 1954 tot 1963 deel uit van de nationale volleybalploeg van dat land. Hij studeerde lichamelijke opvoeding en werd na zijn afstuderen trainer, eerst van de Israëlische vrouwenploeg.
In 1969 verhuisde Selinger naar Illinois, waar hij verder studeerde. Hij werd in 1975 bondscoach van de Amerikaanse vrouwen. Bij de Olympische Spelen van 1984 won het team de zilveren medaille. Dit was de eerste medaille die de VS ooit haalden bij het volleybal.
Daarna werd Arie Selinger bondscoach van de Nederlandse herenploeg, waar hij onder anderen zijn zoon Avital zou trainen. Hij ontvouwde een ambitieus plan: in 1992 een medaille bij de Spelen. Om dit te bereiken werd het Bankrasmodel ontworpen: de spelers van de nationale ploeg werden vrijgesteld van competitieverplichtingen. Een jaar voor de Spelen van Barcelona is er echter grote heibel als verschillende spelers vertrekken. Selinger zelf lijkt er ook niet meer in te geloven en wordt trainer in Japan. Uiteindelijk treedt hij tijdens de Spelen toch op als bondscoach en het wonder geschiedt ook nog: na een zege op Italië in een zeer spannende kwartfinale en een overwinning op Cuba is Nederland zeker van een zilveren medaille. De finale wordt echter met 0-3 verloren van Brazilië. Na afloop blijkt Selinger over profetische gaven te beschikken. Hij zegt tegen de spelers: "Dan winnen we toch goud in Atlanta."
Dat succes zal hij zelf echter niet meemaken, want hij vertrekt weer naar Japan om vrouwenteams te trainen. Het goud wordt na een spannende vijfsetter tegen Italië in Atlanta behaald onder leiding van zijn opvolger Joop Alberda.